# 怒りの荒野
『怒りの荒野』（いかりのこうや、I giorni dell'ira、米題:Day of Anger）は、1967年のイタリアの映画。トニーノ・ヴァレリ監督。
リー・ヴァン・クリーフ、ジュリアーノ・ジェンマ主演のマカロニ・ウェスタン。ヴァレリは、「荒野の用心棒」、「夕陽のガンマン」でセルジオ・レオーネ監督の助監督を務めた。劇中の「ガンマン十戒」(#ガンマン十戒（またはガンマン心得十ヶ条）参照)が有名である。

## ストーリー
メキシコに近い小さな町クリフトン。スコット（ジュリアーノ・ジェンマ）は娼婦の子という生い立ちから住民たちから蔑まれ、掃除人として暮らしていた。ある日、凄腕のガンマン、タルビー（リー・ヴァン・クリーフ）が町に現れる。タルビーは酒場でスコットを侮辱した男を撃ち殺すが、正当防衛とされ町を離れる。いつかガンマンになる事を夢見ていたスコットはタルビーを追いかけ、タルビーはガンマンの心得を教えていく。10年前に強奪した金塊の分け前を取り返すため、かつて仲間だったワイルド・ジャック（アル・ムロック）から裏切り者の情報を聞き出したタルビーだが、ジャックの仲間に捕まりリンチを受ける。スコットはタルビーを窮地から助け、パートナーとして認められる。
二人はクリフトンに戻り、タルビーは裏切り者である酒場の経営者マーレイ（アンドレア・ポジック）、クッチャー判事（ルーカス・アマン）らを脅し、次第に町を支配していく。タルビーの過去の悪事を知るスコットの恩人、元保安官マーフ（ウォルター・リラ）は、スコットにタルビーと別れるよう忠告するがスコットは聞き入れない。しかし、エスカレートして行くタルビーの暴力的なやり方にも疑問を持ち始める。タルビーは保安官ナイジェル（ニーノ・ニニー）を殺し、クッチャー判事と組んで町を自分のものにしようとする。新保安官となったマーフは、町での拳銃所持を禁じ、タルビーからも拳銃を取り上げようとして射殺される。ついにスコットは、師であるタルビーと戦う決意をする。

### ガンマン十戒（またはガンマン心得十ヶ条）
タルビーがスコットに「レッスン」という形で教えていくガンマンの心得。但し8番目のみスコットがタルビーに言い返す形で言う。言い回しは映画パンフレット、TV吹き替え、DVD字幕等で異なる。。
- 教訓の一 決して他人にものを頼むな(1st lesson. Never beg another man.)
- 教訓の二 決して他人を信用するな(2nd lesson. Never trust anyone.)
- 教訓の三 決して銃と標的の間に立つな(3rd lesson. Never get between a gun and its target.)
- 教訓の四 パンチは弾と同じだ。最初の一発で勝負が決まる。(4th lesson. A punch is like a bullet. If You don't make the first one count good.)
- 教訓の五 傷を負わせたら殺せ。見逃せば自分が殺される。(5th lesson. You wound a man, You'd better kill him. Because sooner or later, he's gonna kill You.)
- 教訓の六 危険な時ほどよく狙え。(6th lesson. Right put it, right time, well aimed.)
- 教訓の七 縄を解く前には武器を取り上げろ。(7th lesson. Gonna untie a man, take his gun before then.)
- 教訓の八 相手には必要な弾しか渡すな。(8th lesson. Don't give a man any more bullet, You know he's gun use for.)
- 教訓の九 挑戦されたら逃げるな。全てを失う事になる。(9th lesson. Every time You have exact challenge, You lose everything in life, anyway.)
- 教訓の十 皆殺しにするまで止めるな。(Last lesson. Do not quit until you exterminate.)

## キャスト
| 役名                     | 俳優                     | 日本語吹替                                                                            | 日本語吹替                         |
| 役名                     | 俳優                     | NETテレビ版                                                                           | TBS版                              |
| ------------------------ | ------------------------ | ------------------------------------------------------------------------------------- | ---------------------------------- |
| フランク・タルビー       | リー・ヴァン・クリーフ   | 納谷悟朗                                                                              | 和崎俊哉                           |
| スコット・マリー         | ジュリアーノ・ジェンマ   | 野沢那智                                                                              | 野沢那智                           |
| マーフ・アラン・ショート | ウォルター・リラ         | 北山年夫                                                                              | 藤本譲                             |
| クッチャー(判事)         | ルーカス・アマン         | 小林昭二                                                                              |                                    |
| マーレイ(酒場の経営者)   | アンドレア・ボシック     | 加藤精三                                                                              |                                    |
| ターナー(銀行家)         | エンニオ・バルボ         | 富田耕生                                                                              |                                    |
| アイリーン（判事の娘）   | アンナ・オルソ           | 北浜晴子                                                                              |                                    |
| ナイジェル (保安官)      | ニーノ・ニニー           | 雨森雅司                                                                              |                                    |
| ビル (老人)              | ホセ・カルヴォ           | 槐柳二                                                                                |                                    |
| ワイルド・ジャック       | アル・ムロック           | 小林清志                                                                              |                                    |
| オーウェン(殺し屋)       | ベニート・ステファネッリ | 田中康郎                                                                              |                                    |
| ハート・パーキンス       | ロマーノ・プッポ         | 渡部猛                                                                                |                                    |
| ヴィヴィアン             | イボンヌ・サンソン       |                                                                                       |                                    |
| グウェン                 | クリスタ・リンダー       |                                                                                       |                                    |
| 不明 その他              |                          | 立壁和也 清川元夢 仲木隆司 北村弘一 緑川稔 吉沢久嘉 相模武 石森達幸 浅井淑子 渡辺典子 |                                    |
|                          |                          |                                                                                       |                                    |
| 演出                     | 演出                     | 春日正伸                                                                              |                                    |
| 翻訳                     | 翻訳                     | 鈴木導                                                                                |                                    |
| 効果                     |                          |                                                                                       |                                    |
| 調整                     |                          |                                                                                       |                                    |
| 制作                     | 制作                     | ニュージャパンフィルム                                                                |                                    |
| 解説                     |                          |                                                                                       |                                    |
| 初回放送                 | 初回放送                 | 1970年11月18日 『日曜洋画劇場』                                                       | 1974年1月21日 『月曜ロードショー』 |

※NETテレビ版はDVD・Blu-rayに収録。

## エピソード
- クエンティン・タランティーノは本作の大ファンであり、自身が監督した映画『キル・ビル Vol.1』や『ジャンゴ 繋がれざる者』で本作の音楽が使用されている。また、キル・ビルで使われた事により、その後のTVのバラエティ番組の「緊迫した場面」で使用される事もあった。